# Bruno De Roover

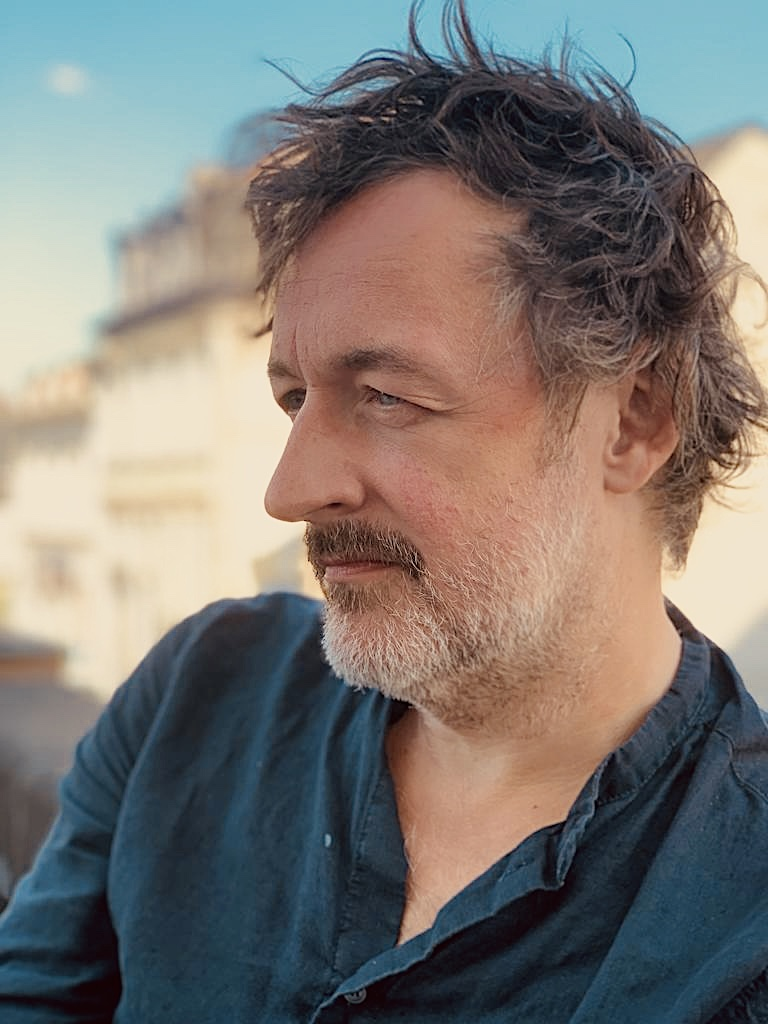
Bruno De Roover

Bruno De Roover (Brugge, 7 september 1972) is een Vlaams striptekenaar en graficus.
De Roover studeerde Communicatiewetenschappen (reclame en PR) aan het Hoger Instituut voor Bedrijfsopleiding en vervolgens grafische vormgeving aan het Sint-Lucas in Gent.
Hij was van 2000 tot 2012 striptekenaar bij Studio 100, waar hij meetekende aan de verhalen en andere tekeningen van Wizzy en Woppy, Samson en Gert en later Kabouter Plop.
Verder maakte hij onder meer een reclamestrip voor Deceuninck en tekeningen voor een dagtrip-cd-rom voor het dagblad De Morgen, en voor diverse websites de lay-out en tekeningen.
In 2002 won De Roover de stripontwerpwedstrijd van het Vlaams Parlement voor de strip Flosj in het Vlaams Parlement. Dit gebeurde onder voorzitterschap van Marc Sleen.
De Roover werd begin 2003 gevraagd als freelance medewerker bij Studio Vandersteen, de stripstudio die verantwoordelijk is voor onder andere Suske en Wiske, waarvoor hij eerst de blauwe schetsen van korte verhalen uitwerkte voor Marc Verhaegen en later voor het opvolgende team, voor speciale uitgaven en albums.
In maart 2006 startte Bruno De Roover met Café Cowala, zijn eigen stripreeks, die wekelijks in P-Magazine verscheen tot september 2012. Een eerste album verscheen in 2012. Hij won voor dit Café Cowala-album een Rookie Award op het Stripfestival Middelkerke in 2013.
In 2006 was hij gestopt als freelance tekenaar bij Studio Vandersteen, maar hij ging er enkele maanden later opnieuw aan de slag. Dit keer als scenarist voor de Suske en Wiske-(kort)verhalen, o.a. De Microkomiek en De Venijnige Vanger. In 2007 werd hij medewerker van het Suske en Wiske-scenarioteam (samen met Peter Van Gucht).
Hij is ook gekend omwille van zijn deelname aan het tv-programma De Mol in 2003.
In november 2014 zorgde De Roover voor de scenario's van de Belgische spin-offreeks rond het personage Jerom, (J.ROM - Force of Gold). Romano Molenaar neemt het tekenwerk voor zijn rekening.
In 2016 schreef hij het scenario voor de biografische graphic novel De Tuin van Daubigny, gebaseerd op het leven van de impressionistische schilder Charles-François Daubigny. Het album werd getekend door Luc Cromheecke.
Voor tekenaar Dirk Stallaert schreef hij tussen 2018 en 1019 drie scenario's voor een stripreeks met K3 in de hoofdrol (albums: Roller Disco, Prinses Poppy en Circus Gaga).
Tussen 2018 en 2020 schreef hij de scenario's voor drie albums van de reeks Jylland, een Viking-avonturenstrip. Deze reeks werd getekend door de Poolse tekenaar Przemyslaw Klosin.
Met dezelfde tekenaar maakte hij ook een stripalbum met Sherlock Holmes in de hoofdrol (De Blauwe Nevels van Amsterdam), een verhaal in opdracht van het Nederlandse tijdschrift Eppo.
Ook schreef De Roover twee scenario's voor de reeks De Kiekeboes (albums: Blauwblauw en De butler heeft het gedaan).
Hij is de kleinzoon van Herman De Roover.